# 蔣琬
蔣 琬（しょう えん、? - 延熙9年（246年））は、中国後漢末期から三国時代の蜀漢にかけての政治家。字は公琰。子は蔣斌・蔣顕。従弟は劉敏・潘濬。
荊州零陵郡湘郷県（現在の湖南省婁底市双峰県井字鎮）の人。入蜀前の荊州領有時代の劉備に仕官した。劉備亡き後は遺児の劉禅・丞相の諸葛亮を支え、諸葛亮の死に際して後事を託された。卓越した政治手腕を持ち、諸葛亮に「社稷之器（国家を担う器である）」と才能を認められ、諸葛亮・費禕・董允とともに「四相」あるいは「四英」と称された。関羽敗死後に孫権に帰順した潘濬（蔣琬の従弟）に妹が嫁いでおり、潘濬とは義兄弟の関係である。

## 略歴
10歳の時、司馬徽の門下生になり、18歳にして、従弟の劉敏とともにその名を知られるようになり、荊州領有時の劉備に仕官した。劉備の入蜀に随行し広都県長に任命された。劉備が広都県を訪れた際、仕事を放置して泥酔していたため、激怒した劉備に処罰されそうになったが、諸葛亮の取り成しにより県長を罷免されただけで済んだ。まもなく什邡県令に復帰し、建安24年（219年）、劉備が漢中王に即位すると尚書郎に任じられた。
建興元年（223年）、諸葛亮が丞相府を開府すると茂才に推挙されるが、蔣琬は最初固辞して劉邕・廖淳・陰化・龐延らに譲って受けようとせず、諸葛亮に諭された。東曹掾、後に昇進して参軍に任じられた。建興5年（227年）、諸葛亮が北伐を開始した際には、長史の張裔と共に留守として成都に残り、政治・軍事を預かった。諸葛亮は『出師表』において「侍中（郭攸之・費禕）・尚書（陳震）・長史（張裔）・参軍（蔣琬）、此れ悉く貞良死節の臣なり」と蔣琬を称えた。建興8年（230年）に張裔に代わって長史となり、また撫軍将軍にも任じられた。諸葛亮は密かに劉禅に対し「私が死ぬことがあれば、後事を蔣琬に託すべきです」と上書していた。
建興12年（234年）、諸葛亮が死去すると遺言で後を託され尚書令となり、すぐに仮節・行都護・領益州刺史を加えられた。丞相長史の楊儀は中軍師、丞相司馬の費禕は後軍師、護軍の姜維は右監軍・輔漢将軍、中監軍の鄧芝は前軍師・前将軍、張翼は前領軍、左将軍の呉懿は車騎将軍・督漢中、参軍の王平は後典軍・安漢将軍となり、蔣琬はこれらの人々と諸葛亮の死に動揺する北伐の根拠地であった漢中および成都の蜀政権を落ち着かせる役を担った。
楊儀の失脚を経て、建興13年（235年）に大将軍・録尚書事・中都護・領益州刺史に昇進し、また安陽亭侯に封じられた。延熙元年（238年）、詔により漢中にて大将軍府を開府して屯田を進め、明けて延熙2年（239年）、大司馬・録尚書事・領益州刺史に昇進した。蜀では諸葛亮の死後は丞相の職は置かれなかったが、蔣琬は軍事統帥の最高位である大将軍・大司馬、行政実務の最高位である録尚書事、地方行政の最高位である益州刺史を全て兼務し、丞相の職権を全て掌握していた。『三国志』費禕伝によると、国の恩賞・刑罰は全て漢中にいる蔣琬に諮問され、その後で実施されたという。
延熙4年（241年）に、北伐について漢中で蔣琬と費禕が数カ月協議した。延熙6年（243年）、蔣琬は姜維を涼州刺史とした上で北方に当たらせ、費禕に大将軍・録尚書事の職を託し、自身は涪に駐屯する旨を上疏し認められた。延熙7年（244年）、蔣琬は以前の諸葛亮による北進策の度々の失敗を受け、姜維に北方で魏を牽制させたうえで、自らは漢水を利用して東進し魏興や上庸を攻撃する計画を立てた。しかし、持病により実行できずにいたことと、撤退の困難さを挙げて計画の反対を唱える人が大勢いたことから、劉禅の指示により、計画は実行されず中止された。蜀に北伐の動きが見えないため、延熙7年（244年）、呉の歩騭・朱然らは「蜀は魏と通じて呉を攻めようとしている」と言上したが、孫権はこれを容れることはなかった。延熙9年（246年）に病気が重くなり死去、恭侯と諡された。東晋の常璩の『華陽国志』によると、蔣琬の墓所は涪にあるとされる。

## 人物

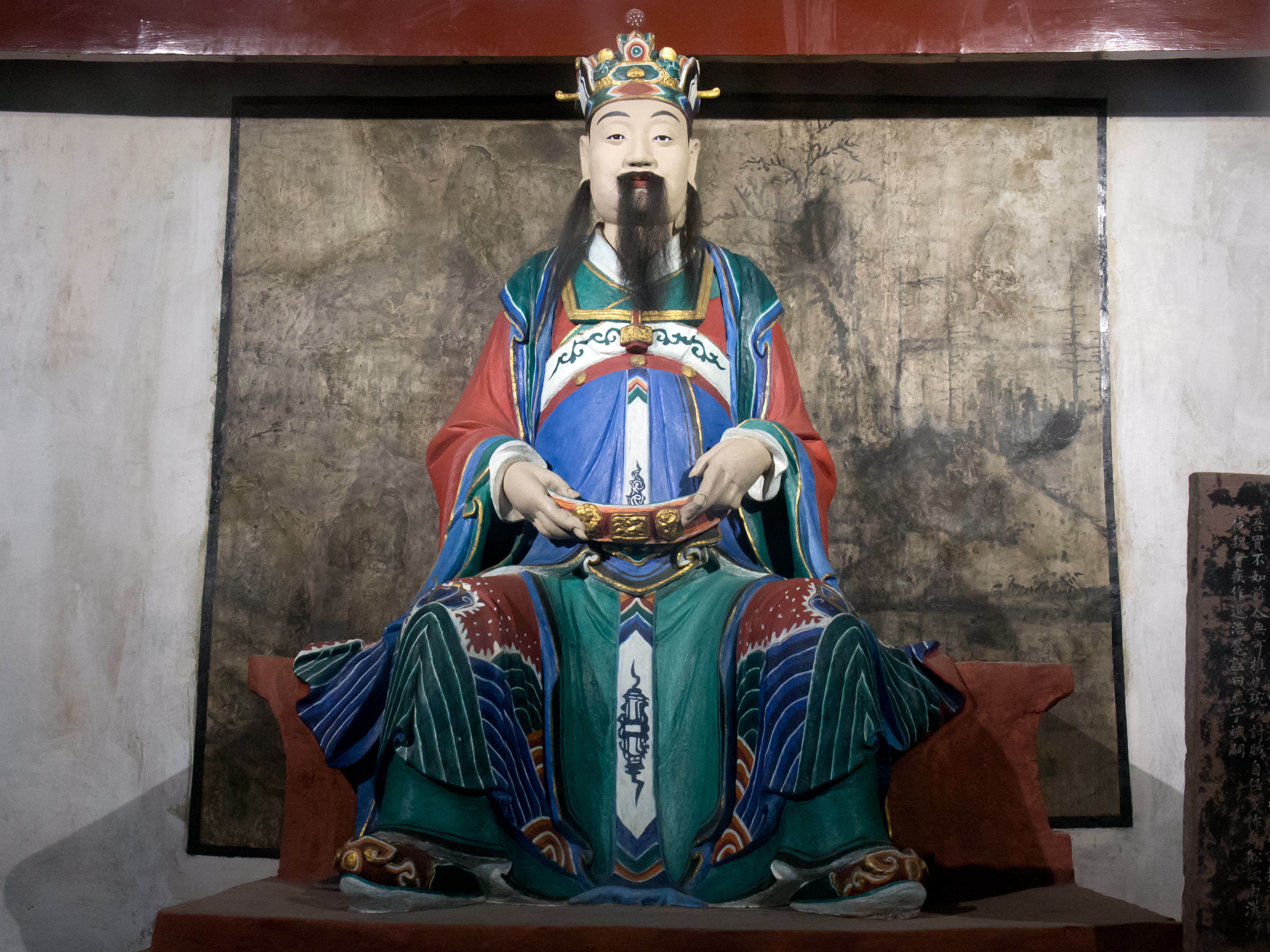
成都武侯祠の蔣琬塑像

- 魏の大将軍の司馬懿は撤退する蜀軍を追撃しようとし、蜀軍が反撃の姿勢を見せて退却した。蒋琬が揶揄して「死せる諸葛、生ける仲達を走らす（死諸葛走生仲達）」と言った。
- 諸葛亮が亡くなった時、人々は不安を抱いたが、後事を託された蔣琬の様子が変わらないのを見て心服したという。
- 楊戯が蔣琬との議論の途中で返事に詰まってしまう事があった。その時、楊戯を快く思わない者が失脚させようと「楊戯は蔣琬殿と議論をしていると言うのに返事をせぬとは無礼ではありませぬか」と指摘した。すると蔣琬は「人は顔の造りが違うように考え方も人によって違う。彼は自分の考えを曲げてまで私の意見に合わせる事はしないが、かと言って否定すれば公に私を批判する事になってしまうからあえて返事をしなかったのだ。これは彼の長所である」と弁護した（この出来事が『十人十色』の由来とされる）。
- 蔣琬を「前任者（諸葛亮）に及ばない」と謗った楊敏に対しても、「事実私は諸葛亮殿に及ばない」と言って恨みを持つような事がなかった。後に楊敏は逮捕される事があったが、それでも蔣琬は個人的感情でもって刑に処す事はなかった。このように蔣琬は個人的感情に流されず、冷静で道理に基づいた態度を取った。
- 東晋の袁宏の「三国名臣序賛」（『文選』所収）においては、蜀の4名臣として諸葛亮・龐統・黄権と並んで取り上げられており、諸葛亮の後継者として高く評価されている[7]。また小説『三国志演義』でも、蔣琬は有能な政治家として描かれ、正史同様、高官を歴任し最終的に丞相にまで昇っている。
- 司馬懿、孫権、陸遜は蜀に蒋琬がいる事で、蜀を攻める事が出来ない。と評していた。
- 明末・清初の思想家・儒学者の王夫之は、著書『読通鑑論』で、蔣琬の魏興や上庸を狙った北伐計画を愚策として批判している。